# Мрачная гавань
«Мрачная гавань» (англ. Gloomhaven) — кооперативная настольная игра для 1-4 игроков, разработанная Исааком Чайлдресом и выпущенная компанией Cephalofair Games в 2017 году. Игра имитирует приключения в подземельях фэнтези-мира с разветвлёнными повествовательными кампаниями. «Мрачная гавань» была выпущена в 2017 году через Kickstarter в двух отдельных кампаниях, собрав в общей сложности около 4,4 млн долларов.

## Игровой процесс
«Мрачная гавань» — игра на основе карт и игровых плиток, где действия героя представлены картами, а герои и монстры перемещаются по шестигранным плиткам, представляющим подземелья и подвалы. Каждый ход все игроки одновременно выбирают две карты для игры, каждая из которых имеет верхнюю и нижнюю половину, и выбирает верхнюю половину одной карты и нижнюю часть другой, чтобы его или её персонаж выполнил эти действия. Из доступных действий такие как перемещение, лечение и атака на монстра. Игра имеет элементы случайности, случайные карты из перемешанной колоды карт. В то же время игра подпадает в категорию ролевые игры и сравнима с такими играми как Dungeons & Dragons и с другими настольными играми с подземельями, Мрачная гавань использует игровую механику, аналогичную современным еврогеймам.
В «Мрачную гавань» входит 95 игровых сценариев, 17 играбельных классов и более 1500 карт в коробке, которая весит более 9 кг (20 фунтов).
Игроки пытаются одержать победу в боевых сценариях, сложность которых зависит от количества игроков. Игра является кооперативной и ориентированной на кампанию, где от 1 до 4 игроков прорабатывают историю  в разнообразных сценариях. В набор входит почти 100 сценариев. Кампания развивается в формате наследия (англ. Legacy) с наклейками на доске и карточках и с запечатанными в конвертах элементами, которые открываются при соблюдении определённых критериев.

## История публикации
Игра была первоначально продана в рамках кампании Kickstarter 2015 года, которая привлекла 386 104 долл. США от 4904 сторонников. и после сильных ранних обзоров, 4 апреля была запущена вторая кампания на Kickstarter, которая была проведена в ноябре, и привлекла около 4 миллионов долларов из более чем 40 000 спонсоров.
Вскоре после этого игра была выпущена в розничную продажу по рекомендованной цене $ 140.
В 2018 году было анонсировано дополнение «Мрачная гавань: Забытые круги» (англ. Gloomhaven: Forgotten Circles), представляющее новый класс персонажей, Diviner, и более 20 новых сценариев.
Asmodee объявил о предстоящем выпуске видеоигры Gloomhaven, которая будет основана на настольной игре.
В 2020 году было объявлено о выпуске продолжения игры с названием Мёрзлая гавань, которая запланирована к выпуску в сентябре 2022 года.

## Отзывы и оценки
«Мрачная гавань» получила положительные отзывы. В 2017 году она заняла первое место в рейтинге лучших настольных игр на веб-сайте BoardGameGeek и сохраняла это место на протяжении большей части 2018 года. Он также получил шесть наград Golden Geek с сайта BoardGameGeek, в том числе за лучшую игру 2017 года среди всех игр.
Игровой сайт Geek & Sundry охарактеризовал Мрачная гавань как «игру с мастерским дизайном» и предположил, что «она должна быть музее». Мэтт Троуэр назвал её одной из лучших доступных фэнтезийных настольных игр, отметив, что «Мрачная гавань был хитом года». Board Games Land описал игру как «настоящий шедевр».
BoardGameGeek оценила эту игру как настольную игру № 1 за все время, в 2017 году она также получила шесть наград Golden Geek за лучшую игру года, лучшую стратегическую игру, лучшую совместную игру, самую инновационную игру, лучшая сольная игра и лучшая тематическая игра. Игра получила более 20 наград и номинаций, в том числе:
- 2018 SXSW Gaming Awards Tabletop Game of the Year[20]
- 2018 Scelto dai Goblin (goblin’s choice) award for best game of the year[21]
- 2018 Origins Awards Game of the Year[22]
- 2017 International Gamers Award — General Strategy: Multi-player Nominee[23]
- 2017 Cardboard Republic Striker Laurel Nominee[24]

Жюри и фанаты выбрали Мрачная гавань как лучшую настольную игру 2018 года на Игровой ярмарке Origins Game Fair. Журнал «Мир фантастики» назвал Gloomhaven настольной игрой десятилетия.
По состоянию на начало августа 2018 года игра была продана тиражом около 120 000 экземпляров.